# Lessingianthus
Lessingianthus är ett släkte av korgblommiga växter. Lessingianthus ingår i familjen korgblommiga växter.

## Bildgalleri

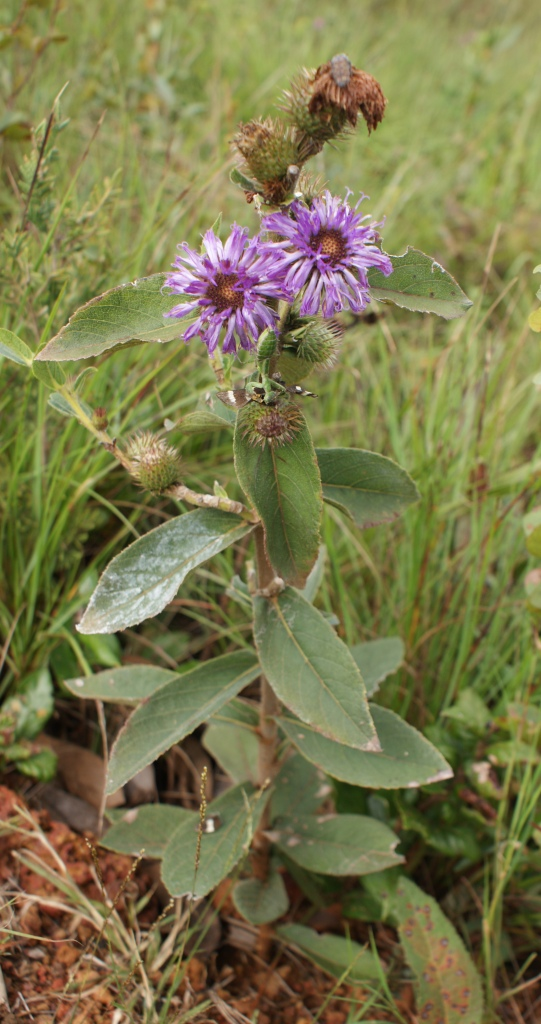
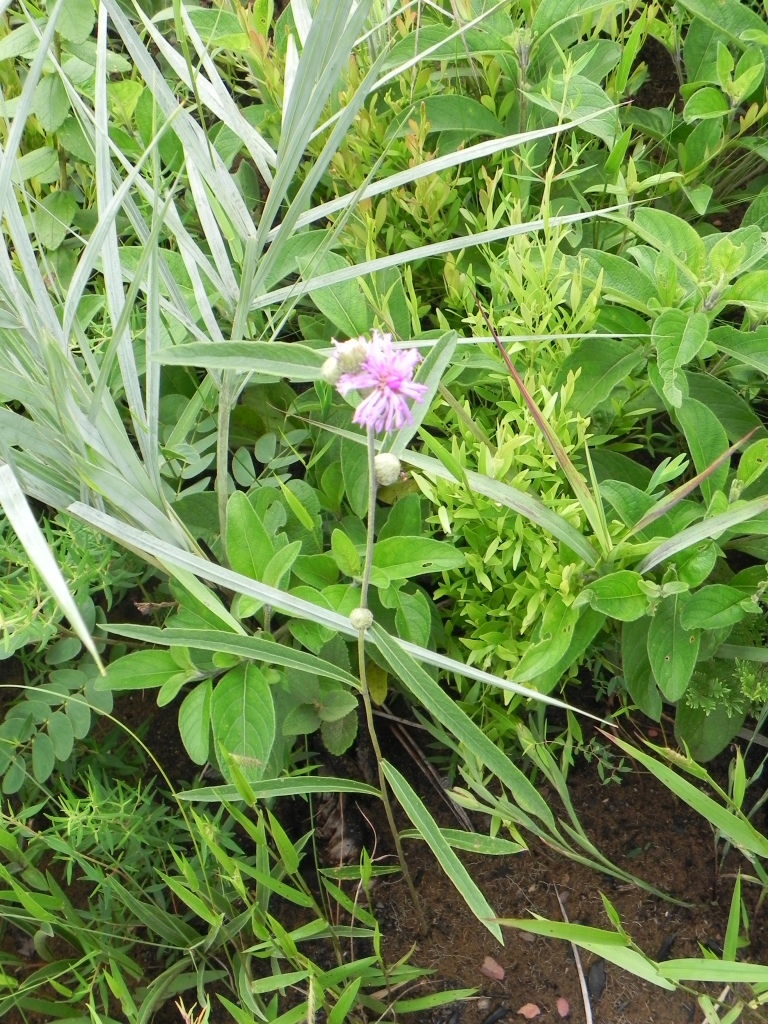
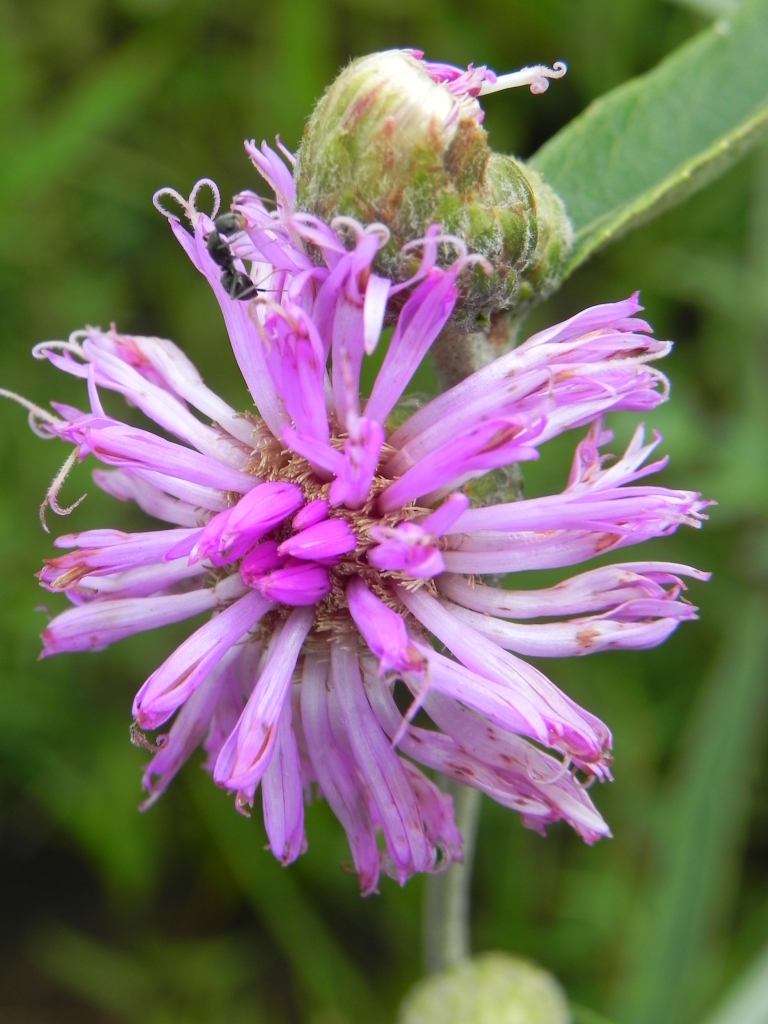
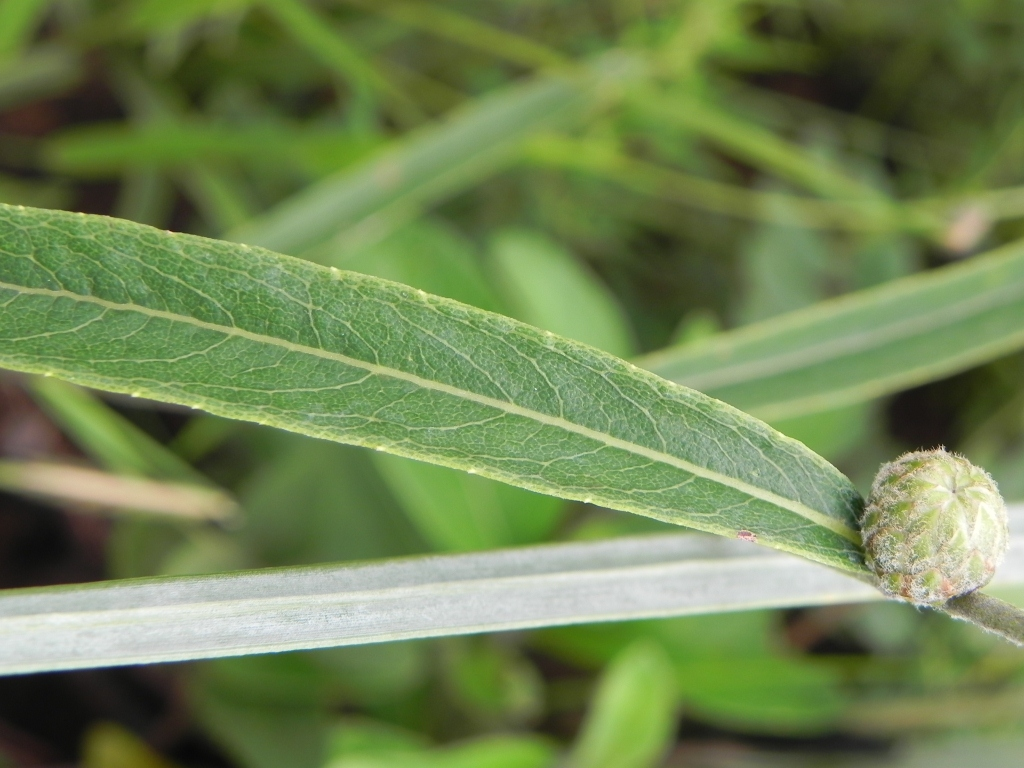
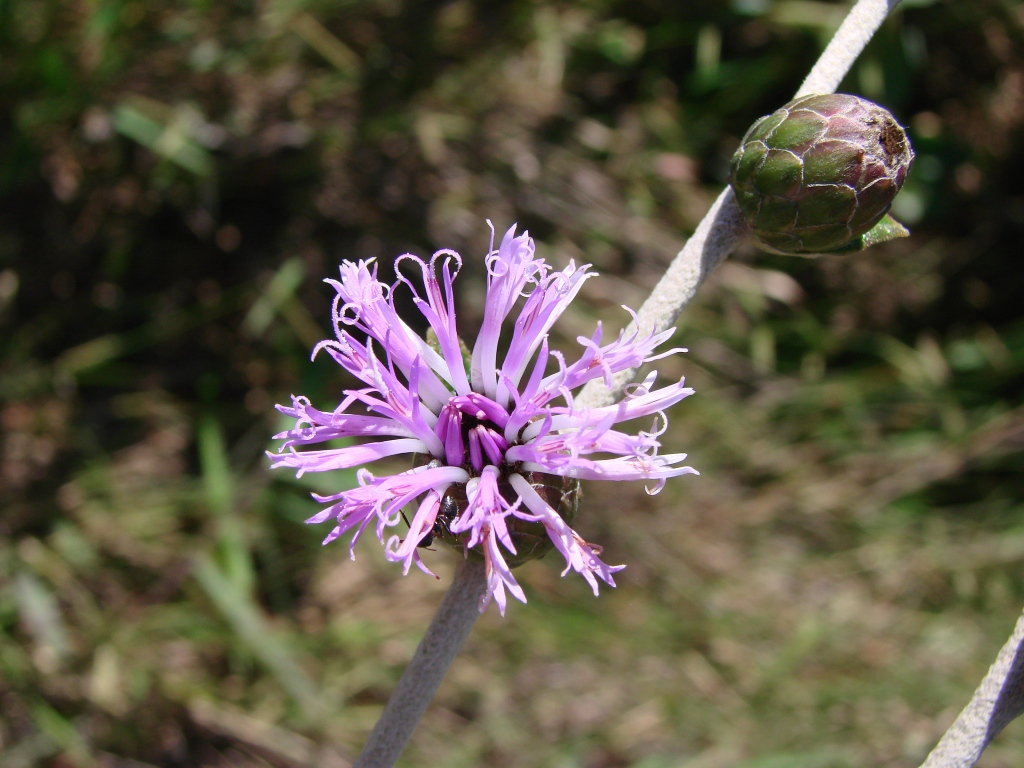
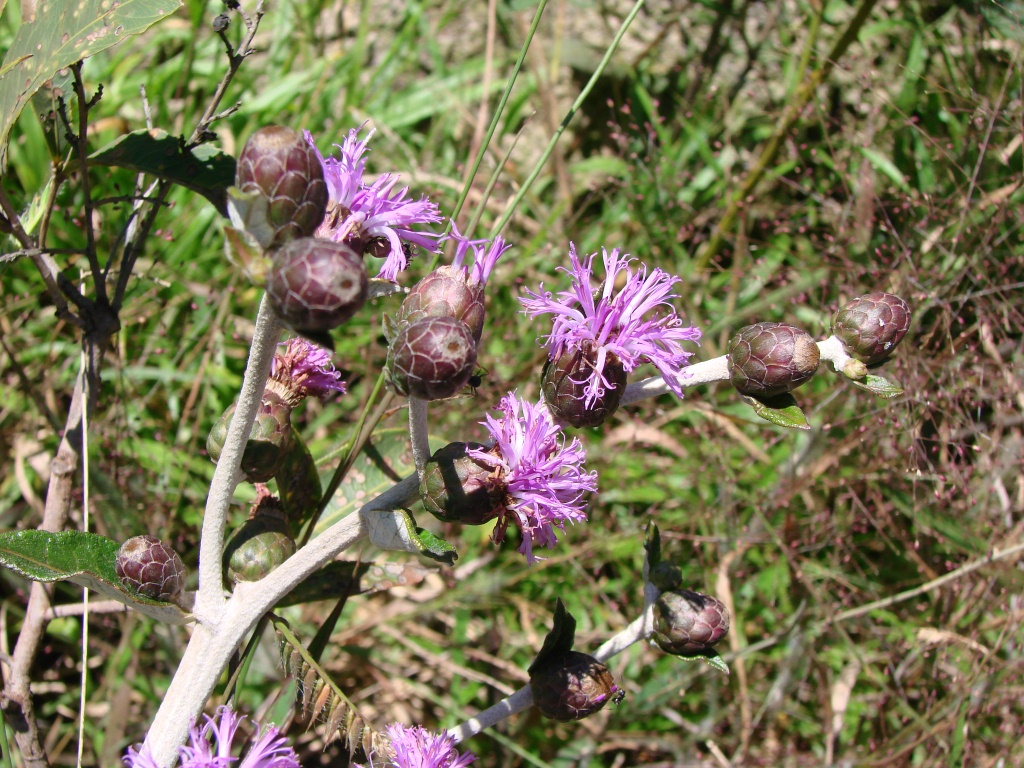

## Dottertaxa tillLessingianthus, i alfabetisk ordning[1]
- Lessingianthus adenophyllus
- Lessingianthus ammophilus
- Lessingianthus arachniolepis
- Lessingianthus arctatus
- Lessingianthus argenteus
- Lessingianthus argyrophyllus
- Lessingianthus asteriflorus
- Lessingianthus bakerianus
- Lessingianthus bardanoides
- Lessingianthus barrosoanus
- Lessingianthus bishopii
- Lessingianthus brevifolius
- Lessingianthus brevipetiolatus
- Lessingianthus buddleiifolius
- Lessingianthus bupleurifolius
- Lessingianthus caiapoensis
- Lessingianthus carduoides
- Lessingianthus carvalhoi
- Lessingianthus cataractarum
- Lessingianthus cephalotes
- Lessingianthus chamaepeuces
- Lessingianthus compactiflorus
- Lessingianthus constrictus
- Lessingianthus coriaceus
- Lessingianthus cristalinae
- Lessingianthus declivium
- Lessingianthus dorsiventralis
- Lessingianthus durus
- Lessingianthus eitenii
- Lessingianthus elegans
- Lessingianthus erythrophilus
- Lessingianthus exiguus
- Lessingianthus farinosus
- Lessingianthus floccosus
- Lessingianthus flotowioides
- Lessingianthus foliosus
- Lessingianthus fonsecae
- Lessingianthus glabratus
- Lessingianthus glaziovianus
- Lessingianthus glomeratus
- Lessingianthus gonzalezii
- Lessingianthus graminifolius
- Lessingianthus grandiflorus
- Lessingianthus grearii
- Lessingianthus hatschbachii
- Lessingianthus heringeri
- Lessingianthus hoveaefolius
- Lessingianthus hypochaeris
- Lessingianthus ibitipocensis
- Lessingianthus irwinii
- Lessingianthus ixiamensis
- Lessingianthus lacunosus
- Lessingianthus laevigatus
- Lessingianthus lanatus
- Lessingianthus laniferus
- Lessingianthus lanuginosus
- Lessingianthus lapinhensis
- Lessingianthus laurifolius
- Lessingianthus ligulifolius
- Lessingianthus linearifolius
- Lessingianthus linearis
- Lessingianthus longicuspis
- Lessingianthus lorentzii
- Lessingianthus macrocephalus
- Lessingianthus macrophyllus
- Lessingianthus mansoanus
- Lessingianthus minimus
- Lessingianthus mollissimus
- Lessingianthus monocephalus
- Lessingianthus morii
- Lessingianthus morilloi
- Lessingianthus myrsinites
- Lessingianthus niederleinii
- Lessingianthus obscurus
- Lessingianthus obtusatus
- Lessingianthus octandrus
- Lessingianthus onopordioides
- Lessingianthus onoporoides
- Lessingianthus parvifolius
- Lessingianthus pentacontus
- Lessingianthus plantaginodes
- Lessingianthus platyphyllus
- Lessingianthus polyphyllus
- Lessingianthus profusus
- Lessingianthus pseudopiptocarphus
- Lessingianthus psilophyllus
- Lessingianthus pulverulentus
- Lessingianthus pumillus
- Lessingianthus pycnostachyus
- Lessingianthus ramellae
- Lessingianthus regis
- Lessingianthus reitzianus
- Lessingianthus rigescens
- Lessingianthus robustus
- Lessingianthus roseus
- Lessingianthus rosmarinifolius
- Lessingianthus rubricaulis
- Lessingianthus rugulosus
- Lessingianthus saltensis
- Lessingianthus sancti-pauli
- Lessingianthus santosii
- Lessingianthus scabrifoliatus
- Lessingianthus scaposus
- Lessingianthus secundus
- Lessingianthus sellowii
- Lessingianthus soderstromii
- Lessingianthus souzae
- Lessingianthus stoechas
- Lessingianthus subcarduoides
- Lessingianthus subobtusus
- Lessingianthus subosbcurus
- Lessingianthus syncephalus
- Lessingianthus ulei
- Lessingianthus warmingianus
- Lessingianthus varroniifolius
- Lessingianthus venosissimus
- Lessingianthus vepretorum
- Lessingianthus westermanii
- Lessingianthus vestitus
- Lessingianthus virgulatus
- Lessingianthus xanthophyllus
- Lessingianthus zuccarinianus